# Список произведений Фридерика Шопена

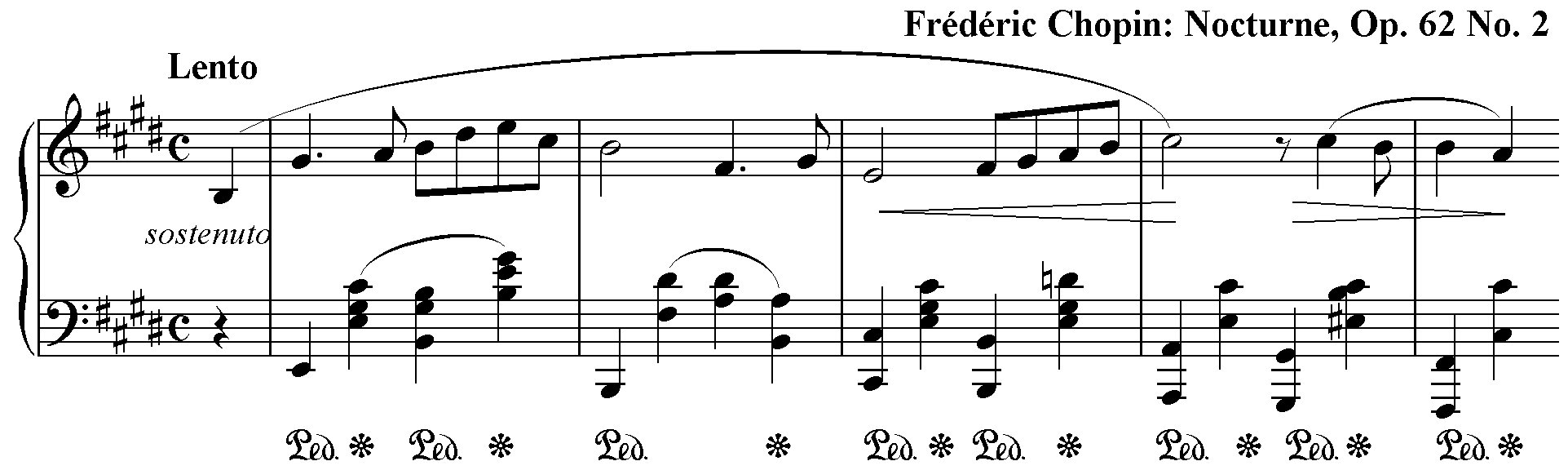
Начало «Ноктюрна» № 18 Шопена Ми мажор, ор.62 № 2. Слушайте звуковой пример в формате MIDI: [//upload.wikimedia.org/wikipedia/commons/e/ee/Chopin-op62-no2-new.mid Первые такты].

Ниже представлен список произведений Фридерика Шопена.

## Для фортепиано с ансамблем, оркестром или с другим инструментом
- Трио для фортепиано, скрипки и виолончели, соч. 8 соль минор (1821);
- Вариации на тему из оперы «Дон-Жуан», соч. 2 си бемоль мажор (1827);
- Rondo a la Krakowiak, соч. 14 (1828);
- «Большая фантазия на польские темы», соч. 13 (1829—1830);
- Концерт для фортепиано с оркестром, соч. 21 фа минор (1829);
- Концерт для фортепиано с оркестром, соч. 11 ми минор (1830);
- «Большой блестящий полонез и „Andante spianato“», соч. 22 (1830—1834);
- Соната для виолончели, соч. 65 соль-минор (1845—1846);
- Полонез для виолончели, соч. 3.;
- Вариации в ми мажоре для флейты и фортепиано на тему «Non più mesta» из оперы Россини «Золушка, или торжество добродетели», B.10

## Мазурки (58)
- Соч. 6 — 4 мазурки (1830) (B. 60):
  - фа-диез минор;
  - до-диез минор;
  - ми мажор;
  - ми-бемоль минор
- Соч. 7 — 5 мазурок (1830—1831) (В. 61):
  - си-бемоль мажор;
  - ля минор;
  - фа минор;
  - ля-бемоль мажор;
  - до мажор
- Соч. 17 — 4 мазурки (1832—1833) (В. 77):
  - си мажор;
  - ми минор;
  - ля-бемоль мажор;
  - ля минор
- Соч. 24 — 4 мазурки (В. 89):
  - соль минор;
  - до мажор;
  - ля-бемоль мажор;
  - си минор
- Соч. 30 — 4 мазурки (1836—1837) (В. 105):
  - до минор;
  - си минор;
  - ре-бемоль мажор;
  - до-диез мажор
- Соч. 33 — 4 мазурки (1837—1838) (В. 115):
  - соль-диез минор;
  - ре мажор;
  - до мажор;
  - си минор
- Соч. 41 — 4 мазурки:
  - до-диез минор;
  - ми минор;
  - си мажор;
  - ля-бемоль мажор
- Соч. 50 — 3 мазурки (1841—1842) (В. 145):
  - соль-мажор;
  - ля-бемоль-мажор;
  - до-диез минор
- Соч. 56 — 3 мазурки (1843) (В. 153):
  - си мажор;
  - до мажор;
  - до минор
- Соч. 59 — 3 мазурки (1845) (В. 157):
  - ля минор;
  - ля-бемоль мажор;
  - фа-диез минор
- Соч. 63 — 3 мазурки (1846) (В. 162):
  - си мажор;
  - фа минор;
  - до-диез минор
- Соч. 67 (op. posth.) — 4 мазурки (1846—1848?):
  - соль мажор (В. 93);
  - соль минор (В. 167);
  - до мажор (В. 93);
  - ля минор (В. 163)
- Соч. 68 (op. posth.) — 4 мазурки:
  - до мажор (В. 38);
  - ля минор (В. 18);
  - фа мажор (В. 34);
  - фа минор (В. 168)
- WoO:
  - соль мажор, си-бемоль мажор (B. 16);
  - до мажор (B. 82);
  - ре мажор (B. 31);
  - ре мажор (B. 71);
  - си-бемоль мажор (B. 73) («Wołowska»)
  - ре мажор (B. 4);
  - ля-бемоль мажор (B. 85)

## Полонезы (18)
- Соч. 3, до мажор (В. 41/52);
- Соч. 22, ми-бемоль мажор (B. 58/88);
- Соч. 26 (1833—1835):
  - до-диез минор (B. 90/1);
  - ми-бемоль минор (В. 90/2)
- Соч. 40:
  - ля мажор (1838) (В. 120);
  - до минор (1836—1839) (В. 121)
- Соч. 44, фа-диез минор (1840—1841) (В. 135);
- Соч. 53, ля-бемоль мажор «Героический» (1842) (В. 147);
- Соч. 61, ля-бемоль мажор, «Полонез-фантазия» (1845—1846) (В. 159);
- Соч. 71 (op. posth.):
  - ре минор (1827) (В. 11);
  - си-бемоль мажор (1828) (В. 24);
  - фа минор (1829) (В. 30)
- WoO:
  - соль минор (В. 1);
  - соль-диез минор (B. 6);
  - соль-бемоль мажор (B. 36);
  - си-бемоль минор (B. 13);
  - ля-бемоль мажор (B. 5);
  - си-бемоль мажор (B. 3)

## Ноктюрны (всего 21)
- Соч. 9 (1829—1830):
  - си-бемоль минор;
  - ми-бемоль мажор;
  - си мажор
- Соч. 15:
  - фа мажор;
  - фа-диез мажор (1830—1831);
  - соль минор (1833)
- Соч. 27 (1834—1835):
  - до-диез минор;
  - ре-бемоль мажор
- Соч. 32 (1836—1837):
  - си мажор;
  - ля-бемоль мажор
- Соч. 37 (1839):
  - соль минор;
  - соль мажор
- Соч. 48 (1841):
  - до минор;
  - фа-диез минор
- Соч. 55 (1843):
  - фа минор;
  - ми-бемоль мажор
- Соч. 62 (1846):
  - си мажор;
  - ми мажор
- Соч. 72, ми минор (1847);
- Op. posth.:
  - до-диез минор (P. 1 № 16);
  - до минор (P. 2 № 8)

Ноктюрн до-диез минор, более известный как «Oublie» или «Ноктюрн № 22», является спорной работой.

## Вальсы (20)

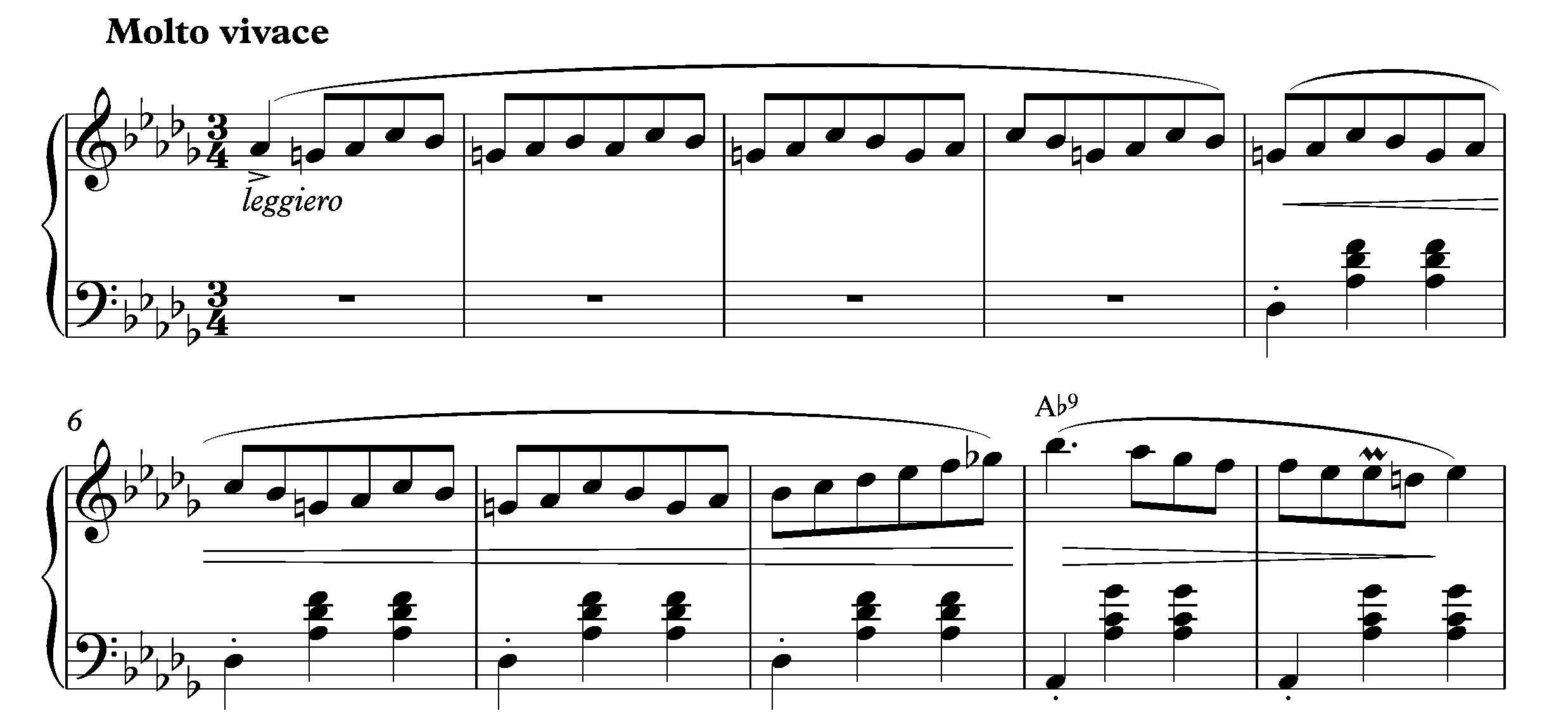
Вальс-минутка (соч. 64), начало

- Соч. 18, Большой блестящий вальс ми-бемоль мажор (1831) (В. 62) (Вальс № 1);
- Соч. 34:
  - Большой блестящий вальс ля-бемоль мажор (1835) (В. 94) (Вальс № 2);
  - Большой блестящий вальс ля минор (1831) (В. 64) (Вальс № 3);
  - Большой блестящий вальс фа мажор (В. 118) (Вальс № 4);
- Соч. 42, большой вальс ля-бемоль мажор (В. 131) (Вальс № 5)
- Соч. 64 (1846—1847):
  - ре-бемоль мажор (Вальс-минутка) (В. 164/1) (Вальс № 6);
  - до-диез минор (В. 164/2) (Вальс № 7);
  - ля-бемоль мажор (В. 164/3) (Вальс № 8)
- Соч. 69 (op. posth.):
  - Ля-бемоль мажор (Прощальный вальс) (В. 95) (Вальс № 9);
  - Си минор (В. 35) (Вальс № 10)
- Соч. 70:
  - Соль-бемоль мажор (В. 92) (Вальс № 11);
  - Фа минор/Ля-бемоль мажор (В. 138) (Вальс № 12);
  - Ре-бемоль мажор (В. 40) (Вальс № 13)
- Op. posth.:
  - ми минор (B. 56) (Вальс № 14);
  - ля минор (B. 150) (Вальс № 19)
- WoO:
  - ми мажор (B. 44) (Вальс № 15);
  - ля-бемоль мажор (B. 21) (Вальс № 16);
  - ми-бемоль мажор (В. 46) (Вальс № 17);
  - ми-бемоль мажор (В. 133) (Вальс № 18);
  - фа-диез минор (KK lb/7) (Вальс № 20) (Spuria. Автор — Шарль Майер)
- Утерянные вальсы:
  - до мажор (KK Vb/8) (Потерян);
  - ля минор (KK Vf) (Потерян);
  - до мажор (KK Vb/3) (Нотный лист уничтожен, копия первых тактов сделана сестрой Шопена);
  - ля-бемоль мажор (KK Vb/4) (Нотный лист уничтожен, копия первых тактов сделана сестрой Шопена);
  - ре минор (KK Vb/6) (La Partenza) (Нотный лист уничтожен, копия первых тактов сделана сестрой Шопена);
  - ля минор (открыт в 1937 годы, считается уничтоженным);
  - ля-бемоль мажор (KK Vb/5) (упоминается в письме Шопена, лист уничтожен, копия первых тактов сделана сестрой Шопена);
  - ми-бемоль мажор (KK Vb/7) (Нотный лист уничтожен, копия первых тактов сделана сестрой Шопена);
  - до мажор (Нотный лист уничтожен, копия первых тактов сделана сестрой Шопена);
  -  ? (KK Ve/12) (Упоминание в дневнике Недевецкого);
  - си мажор (KK Va/3) (Нотный лист в частный руках, недоступен);
  - си-бемоль мажор (Открыт в 1952 году, во владении А. Хедли;
  - ми-бемоль мажор (KK Vb/7) (Упоминание в письмах Брайткопфа Изабеле Барчинской в 1878 году);
  -  ? (KK Ve/10) (Внесен в каталог аукционов в Париже, март 1906 года);
  -  ? (KK Ve/11) (Упоминание в письмах Брайткопфа Изабеле Барчинской в 1878 году);
  -  ? (KK Vf) (Спорная работа, утеряна)

## Прелюдии (всего 27)
- 24 прелюдии, соч. 28 (1836—1839):
  - До мажор;
  - Ля минор;
  - Соль мажор;
  - Ми минор;
  - Ре мажор;
  - Си минор;
  - Ля мажор;
  - Фа-диез минор;
  - Ми мажор;
  - До-диез минор;
  - Си мажор;
  - Соль-диез минор;
  - Фа-диез мажор;
  - Ми-бемоль минор;
  - Ре-бемоль мажор (Капля дождя);
  - Си-бемоль минор;
  - Ля-бемоль мажор;
  - Фа минор;
  - Ми-бемоль мажор;
  - До минор;
  - Си-бемоль мажор;
  - Соль минор;
  - Фа мажор;
  - Ре минор

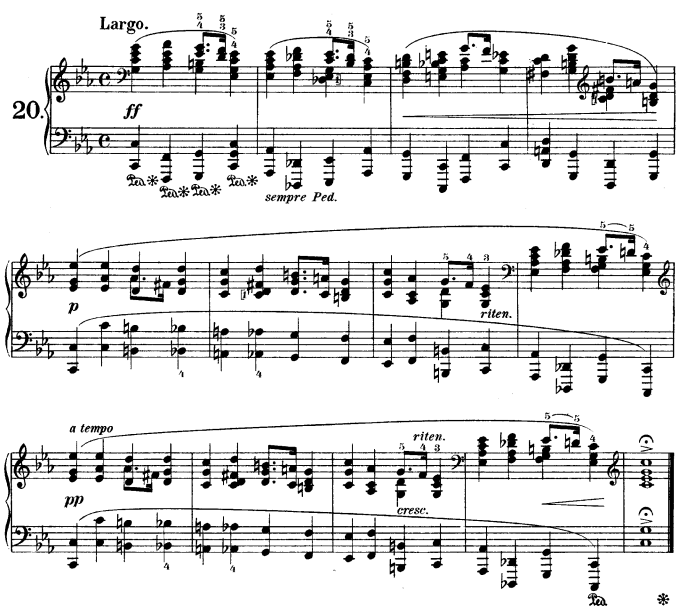
Прелюдия до минор

- Прелюдия до-диез минор, соч. 45, Прелюдия № 25 (1841);
- Прелюдия ля-бемоль мажор, B. 86, Прелюдия № 26 (1834);
- Прелюдия ми-бемоль минор «Дьяволовы трели», № 27. Вероятно, должна была заменить четырнадцатую прелюдию опуса 28.

## Экспромты (всего 4)
- Соч. 29, ля-бемоль мажор (около 1837);
- Соч. 36, фа-диез мажор (1839);
- Соч. 51, соль-бемоль мажор (1842);
- Соч. 66, «Фантазия-экспромт» до-диез минор (1834)

## Этюды(всего 27)

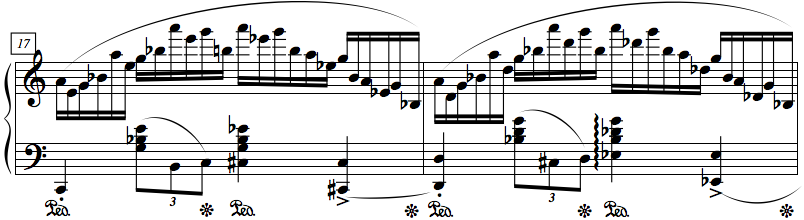
Два такта из этюда «Зимний ветер»

Названия этюдов не принадлежат Шопену.
- Соч. 10 (1829—1832):
  - До мажор (Водопад);
  - Ля минор (Хроматический);
  - Ми мажор (Грусть)
  - До-диез минор (Торнадо)
  - Соль-бемоль мажор (Черные клавиши)
  - Ми-бемоль минор (Плач);
  - До мажор (Токката);
  - Фа мажор (Солнечный свет);
  - Фа минор (Отчаяние);
  - Ля-бемоль мажор;
  - Ми-бемоль мажор (Арпеджио, Гитара);
  - До минор (Революционный)
- Соч. 25 (1832—1836):
  - Ля-бемоль мажор (Пастух, Эолова арфа);
  - Фа минор (Пчелы);
  - Фа мажор (Всадник);
  - Ля минор (Паганини);
  - Ми минор (Неправильная нота);
  - Соль-диез минор (Полёт);
  - До-диез минор (Виолончель);
  - Ре-бемоль мажор (Сексты);
  - Соль-бемоль мажор (Бабочка);
  - Си минор (Октавы);
  - Ля минор (Зимний ветер);
  - До минор (Океан)
- B. 130 («Trois nouvelles etudes») (1839):
  - фа минор;
  - ре-бемоль мажор;
  - ля-бемоль мажор

## Скерцо (всего 4)
- Op. 20, си минор (1831—1832)
- Op. 31, си-бемоль минор (1837);
- Op. 39, до-диез минор (1838—1839);
- Op. 54, ми мажор (1841—1842)

## Баллады(всего 4)
- Ор. 23, соль минор (1831—1835);
- Op. 38, фа мажор (1836—1839);
- Op. 47, ля-бемоль мажор (1840—1841);
- Op. 52, фа минор (1842)

## Сонаты для фортепиано (всего 3)
- Соната № 1 до минор, соч. 4 (1829);
- Соната № 2 си-бемоль минор, соч. 35 (1837—1839);
- Соната № 3, си минор, соч. 58 (1844)

## Рондо (всего 5)
- Рондо Op. 1, до минор (1825);
- Рондо à la mazur Op. 5, фа мажор (1826);
- Рондо à la Krakowiak для фортепиано с оркестром, Op. 14, фа мажор (1828);
- Рондо Op. 16, ми-бемоль мажор (1832);
- Рондо для двух фортепиано Op. posth, до мажор (1828)

## Прочие
- Вариации на тему Мура в 4 руки Op. posth ре мажор (B.12a);
- Вариации Op. posth ля мажор, «Souvenir de Paganini» (В. 37);
- Фантазия Op. 49 фа минор (1840—1841) (В. 137);
- Баркарола Op. 60 фа-диез мажор (1845—1846) (В. 158);
- Колыбельная Op. 57 ре-бемоль мажор (1843) (В. 154);
- Концертное Allegro Op. 46 ля мажор (1840—1841);
- Тарантелла Op. 43 ля-бемоль мажор (1843);
- Болеро Op. 19 до мажор и ля минор (1833) (В. 81);
- Соната для виолончели и фортепиано Op. 65 соль минор;
- Песни Op. 74, песни WoO (В. 51, 132) (всего около 24, не считая спорных работ) (1829—1847):
  - (Op. 74) соль мажор «Życzenie, Девичья мечта» (B. 33);
  - соль минор «Wiosna, Весна» (B. 116);
  - фа-диез минор «Smutna rzeka, Беспокойство, Волнение» (B. 63/1);
  - до мажор «Hulanka, Застольная» (B. 50);
  - ля мажор «Gdzie lubi, Девичья любовь» (B. 32);
  - фа минор «Precz z moich oczu, Память» (B. 48);
  - ре мажор «Poseł, Письмо» (B. 50);
  - ре мажор «Śliczny chłopiec, Красивый парень» (B. 143);
  - ми минор «Melodia, Мелодия» (B. 165);
  - ля-бемоль мажор «Wojak, Воин» (B. 47);
  - ре минор «Dwojaki koniec, Двойной конец» (B. 156/1);
  - соль-бемоль мажор «Moja pieszczotka, Мой дорогой» (B. 112);
  - ля минор «Nie ma czego trzeba, Я хочу чего не имею» (B. 156/2);
  - ми-бемоль мажор «Pierścień, Кольцо» (B. 103);
  - до минор «Narzeczony, Возвращение жениха» (B. 63/2);
  - фа мажор «Piosnka litewska, Литовская песня» (B. 63/3);
  - ми-бемоль минор «Śpiew z mogiły, Польская погребальная» (B. 101);
  - ля минор «Dumka, Мечтательность» (B. 132);
  - ре минор «Czary, Колдовство» (B. 51);
  - соль мажор «Jakież kwiaty!, Какие цветы!» (B. 39);
  - (WoO) 4 песни, от которых сохранились лишь партии для скрипки
    - Спорные работы:

  - «Dumna na Wygnaniu, Песня изгнанника» (KK.Anh. Ic/1);
  - «Tam na błoniu, Там на зеленом» (KK.Anh. Ic/2);
  - «Trzeci maj, Третье мая» (KK.Anh. Ic/3);
  - «O wiem, że Polska, Я знаю что Польша» (KK.Anh. Ic/4);
  - «Pytasz się, czemu, Ты спрашиваешь почему» (KK.Anh. Ic/5);
  - «Pieśni pielgrzyma polkiego, Песни польского пилигрима» (KK.Anh. Ic/6)
- Рондо Аллегретто фа-диез мажор;
- Анданте спианато соль мажор (В. 88)